# Nekrolog 1613
Nekrolog
◄◄
| ◄
| 1609
| 1610
| 1611
| 1612
| 1613 | 1614 | 1615 | 1616 | 1617 | ► | ►►
Weitere Ereignisse | Allgemeiner Nekrolog 1613
Die Beschreibung der verstorbenen Person sollte so kurz wie möglich gehalten sein und nur deren signifikante Tätigkeit(en) enthalten.
Neue Namen ggf. auch unter dem Geburts- und Sterbedatum, also etwa unter 1. Januar und im Geburts- und Sterbejahr (2024) eintragen (nur bei entsprechender großer Wichtigkeit). Für Beispiele siehe die schon vorhandenen Artikel.
Außerdem über die fünf zuletzt Verstorbenen, zu denen es einen ausreichend guten Artikel für eine Präsentation auf der Hauptseite gibt, nach der todesbedingten Überarbeitung der Artikel ggf. auch unter Wikipedia Diskussion:Hauptseite informieren und sie am besten auch in den anderen Wikipedia-Sprachversionen eintragen. Tipp: Regelmäßig bei news.google.de nach „ist tot“, „gestorben“ oder „verstorben“ suchen.
Wenn eine Person gestorben ist, gibt es viele Seiten zu dieser Person in der Wikipedia, die davon auch betroffen sind und entsprechend aktualisiert werden müssen. Beispiele: Namenübersichtsseite, Geburtsjahr, Geburtsort-Seiten und viele mehr.
Wie finde ich die betroffenen Seiten?
Im Suchfeld auf der linken Seite gibt man den Suchbegriff so ein: „Vorname Nachname“. Dann klickt man auf Volltext und alle Seiten mit entsprechendem Suchtext werden aufgerufen. Hier sieht man dann schnell, wo auch das Todesjahr Sinn macht oder sogar ein Teil des Artikels angepasst werden muss. Auch hilft das „Werkzeug“ auf der linken Seite sehr gut, um solche Seiten aufzufinden: „Links auf diese Seite“. Somit ist die Wikipedia wieder aktuell in allen Bereichen! Hinweis: bei Eintragung der Kategorie „Gestorben JAHR“ wird der Missbrauchsfilter 49 ausgelöst, was jedoch nicht schlimm ist. Siehe: Spezial:Missbrauchsfilter/49
Dies ist eine Liste von im Jahr 1613 verstorbenen bekannten Persönlichkeiten. Die Einträge erfolgen innerhalb der einzelnen Daten alphabetisch sortiert. Tiere sind im Nekrolog für Tiere zu finden.

## Januar
| Tag        | Name                        | Beruf, bekannt als                                     | Alter | Beleg |
| ---------- | --------------------------- | ------------------------------------------------------ | ----- | ----- |
| 10. Januar | Katharina Güschen           | Opfer der Hexenprozesse in Bergisch Gladbach           |       |       |
| 10. Januar | Christoph Andreas von Spaur | Bischof von Gurk und Brixen                            | 69    |       |
| 15. Januar | Adrianus Saravia            | flämischer reformierter Theologe                       |       |       |
| 18. Januar | Regina Protmann             | ostpreußische Ordensgründerin der Katharinenschwestern |       |       |
| 27. Januar | Anna von Sachsen            | Herzogin von Sachsen-Coburg                            | 45    |       |
| 30. Januar | Fritz von der Schulenburg   | deutscher Student                                      | 21    |       |

## Februar
| Tag         | Name                      | Beruf, bekannt als            | Alter | Beleg |
| ----------- | ------------------------- | ----------------------------- | ----- | ----- |
| 13. Februar | Smil Osovský z Doubravice | böhmischer Adeliger           |       |       |
| 16. Februar | Mikalojus Daukša          | litauischer Autor und Literat |       |       |
| 16. Februar | Johannes Letzner          | niedersächsischer Chronist    | 81    |       |

## März
| Tag      | Name                         | Beruf, bekannt als                                                         | Alter | Beleg |
| -------- | ---------------------------- | -------------------------------------------------------------------------- | ----- | ----- |
| 2. März  | Rudolph Snellius             | niederländischer Physiker                                                  | 66    |       |
| 4. März  | Caspar Deulich               | Bürgermeister der Stadt Chemnitz                                           | 86    |       |
| 20. März | Georg IV. Ludwig             | Landgraf von Leuchtenberg                                                  | 49    |       |
| 20. März | Johannes V. Krug             | deutscher Benediktinerabt                                                  |       |       |
| 23. März | Jerónimo de Ayanz y Beaumont | spanischer Erfinder, Ingenieur, Offizier, Verwaltungsbeamter und Komponist | ≈60   |       |
| 24. März | Friedrich Taubmann           | deutscher Gelehrter und Dichter                                            | 47    |       |
| 27. März | Sigismund Báthory            | Fürst von Siebenbürgen                                                     |       |       |
| 31. März | Weirich von Gemmingen        | Grundherr in Michelfeld                                                    | 38    |       |

## April
| Tag       | Name                                       | Beruf, bekannt als                                                                         | Alter | Beleg |
| --------- | ------------------------------------------ | ------------------------------------------------------------------------------------------ | ----- | ----- |
| 9. April  | Johannes Caselius                          | deutscher Philosoph und Humanist                                                           | 79    |       |
| 15. April | Philipp von der Marck                      | Reichsgraf von Schleiden                                                                   | 64    |       |
| 20. April | Albrecht von Schleswig-Holstein-Sonderburg | Gesellschafter des sächsischen Kurfürsten und dessen Brüdern                               | 28    |       |
| 23. April | Laurentius Ramée                           | österreichischer Generalobrist und Söldnerführer des Passauer Kriegsvolks                  |       |       |
| 24. April | Otto von Grünrade                          | evangelisch-reformierter Kirchenpolitiker                                                  | 67    |       |
| April     | Filipe de Brito e Nicote                   | portugiesischer Abenteurer, Ritter, Händler, Soldat, Söldner, König von Syriam (1605–1613) |       |       |

## Mai
| Tag     | Name                          | Beruf, bekannt als                           | Alter | Beleg |
| ------- | ----------------------------- | -------------------------------------------- | ----- | ----- |
| 1. Mai  | Abraham II. von Dohna         | schlesischer Adliger und Staatsmann          | 51    |       |
| 5. Mai  | Johann Steuerlein             | deutscher Kirchenlieddichter und Komponist   | 66    |       |
| 19. Mai | Alexander a Lacu              | 53. Abt des Benediktinerstiftes Kremsmünster |       |       |
| 18. Mai | Othmar Reiner                 | Schweizer Bürgermeister                      | 71    |       |
| 21. Mai | John Maxwell, 8. Lord Maxwell | schottischer Adeliger                        |       |       |
| 25. Mai | Konrad Rittershausen          | deutscher Jurist und Hochschullehrer         | 52    |       |

## Juni
| Tag      | Name               | Beruf, bekannt als                                                  | Alter | Beleg |
| -------- | ------------------ | ------------------------------------------------------------------- | ----- | ----- |
| 1. Juni  | Andreas Reinhard   | deutscher Rechenmeister                                             |       |       |
| 2. Juni  | Philipp Steinacker | deutscher Rechtswissenschaftler                                     |       |       |
| 5. Juni  | Mathias Agricius   | deutscher Humanist, Dichter, Schriftsteller und Geschichtsschreiber |       |       |
| 8. Juni  | Ludovico Cigoli    | italienischer Maler                                                 | 53    |       |
| 16. Juni | Jakob Christmann   | Orientalist reformierten Bekenntnisses                              | 58    |       |
| 22. Juni | Antonio Spatafora  | italienischer Maler                                                 |       |       |

## Juli
| Tag      | Name                  | Beruf, bekannt als | Alter | Beleg |
| -------- | --------------------- | --- | ----- | ----- |
| 2. Juli  | Bartholomäus Pitiscus | deutscher Mathematiker | 51    |       |
| 8. Juli  | Wolfgang Amling jun.  | deutscher Jurist | 43    |       |
| 9. Juli  | Jacob Spengler        | Schweizer Bürgermeister | 76    |       |
| 20. Juli | Heinrich Julius       | Fürst von Braunschweig-Wolfenbüttel                                                                                        | 48    |       |
| 20. Juli | Martin Völschow       | Bürgermeister von Greifswald                                                                                               | 67    |       |
| 25. Juli | Jürgen Gruwel         | Gewandschneider und Ratsherr der Hansestadt Lübeck                                                                         |       |       |
| 26. Juli | Franz Algermann       | deutscher Kantor, Landfiskal, Notar und Schriftsteller                                                                     |       |       |
| 31. Juli | Ferdinand von Kuepach | tirolerischer Adliger, österreichischer Rat, Viertelhauptmann an der Etsch und stellvertretender Landeshauptmann von Tirol |       |       |

## August
| Tag        | Name                  | Beruf, bekannt als                                                  | Alter | Beleg |
| ---------- | --------------------- | ------------------------------------------------------------------- | ----- | ----- |
| 18. August | Giovanni Maria Artusi | italienischer Komponist und Musiktheoretiker                        |       |       |
| 20. August | Jakob Faber           | lutherischer Theologe und Generalsuperintendent von Pommern-Stettin | 76    |       |
| 22. August | Dominicus Baudius     | französischer Jurist, Dichter, Gelehrter und Historiker             | 52    |       |
| 23. August | Levin Buchius         | Rechtsgelehrter im Herzogtum Preußen                                |       |       |
| 29. August | Marcus Gerstenberger  | deutscher Kanzler                                                   | 60    |       |
| August     | Bartholomäus Gesius   | deutscher Kantor und Komponist                                      |       |       |
| August     | Bernhard Latomus      | mecklenburgischer Historiker                                        |       |       |

## September
| Tag           | Name                       | Beruf, bekannt als                                            | Alter | Beleg |
| ------------- | -------------------------- | ------------------------------------------------------------- | ----- | ----- |
| 8. September  | Carlo Gesualdo             | italienischer Fürst und Komponist                             | 47    |       |
| 13. September | Wolfgang von Hausen        | Fürstbischof von Regensburg; Fürstpropst von Ellwangen        |       |       |
| 17. September | Elisabeth Droste zu Senden | Äbtissin im Stift Nottuln                                     |       |       |
| 17. September | Georg Scultetus            | Titularbischof von Lydda und Weihbischof in Breslau           |       |       |
| 20. September | Gijsbertus Coeverincx      | niederländischer römisch-katholischer Bischof von Deventer    |       |       |
| 22. September | Burkhard Leemann           | Schweizer evangelischer Geistlicher und Antistes von Zürich   | 82    |       |
| 28. September | Ernst                      | Markgraf von Brandenburg und Statthalter in Jülich-Kleve-Berg | 30    |       |

## Oktober
| Tag         | Name                           | Beruf, bekannt als                                                                 | Alter | Beleg |
| ----------- | ------------------------------ | ---------------------------------------------------------------------------------- | ----- | ----- |
| 4. Oktober  | Paul Schönebner                | österreichischer Zisterzienser                                                     |       |       |
| 6. Oktober  | Stephan Heinrich von Eberstein | Diplomat der Herzöge von Pommern                                                   | 80    |       |
| 13. Oktober | Hermann Lersner                | deutscher Rechtswissenschaftler                                                    | 77    |       |
| 14. Oktober | Andreas Pouchenius der Jüngere | deutscher lutherischer Theologe                                                    | 60    |       |
| 22. Oktober | Hans Heyden                    | deutscher Musikinstrumentenbauer und Organist                                      | 77    |       |
| 22. Oktober | Mathurin Régnier               | französischer Satirendichter                                                       | 39    |       |
| 24. Oktober | Franz Hildesheim               | deutscher Mediziner, Historiker und Dichter                                        | 62    |       |
| 24. Oktober | Urban Mayer                    | Abt der Reichsabtei Ochsenhausen                                                   | 38    |       |
| 27. Oktober | Gabriel Báthory                | Fürst von Siebenbürgen                                                             |       |       |
| 27. Oktober | Johann Bauhin                  | Schweizer Arzt und Botaniker                                                       | 72    |       |
| 29. Oktober | Matthias Quad                  | deutscher historisch-geographischer Schriftsteller, Kupferstecher und Schulmeister |       |       |

## November
| Tag          | Name              | Beruf, bekannt als                   | Alter | Beleg |
| ------------ | ----------------- | ------------------------------------ | ----- | ----- |
| 3. November  | Prokop Paeonius   | böhmischer Mediziner und Dichter     |       |       |
| 13. November | Bernhard Vaget    | deutscher lutherischer Theologe      |       |       |
| 14. November | Theodor Adamius   | deutscher Jurist und Hochschullehrer |       |       |
| 16. November | Traiano Boccalini | italienischer Autor der Renaissance  |       |       |
| 16. November | Jan von Styrum    | Adliger, Gouverneur von Groenlo      | 46    |       |
| 17. November | Johannes Förster  | deutscher lutherischer Theologe      | 36    |       |
| 22. November | Matthäus Enzlin   | deutscher Jurist                     | 57    |       |
| 23. November | Ventura Salimbeni | italienischer Maler                  | 45    |       |

## Dezember
| Tag          | Name             | Beruf, bekannt als | Alter | Beleg |
| ------------ | ---------------- | --- | ----- | ----- |
| 6. Dezember  | Anton Praetorius | deutscher Pfarrer, theologischer Schriftsteller der calvinistischen Bewegung und Kämpfer gegen Hexenprozesse und Folter |       |       |
| 7. Dezember  | Simon VI.        | Graf zu Lippe-Detmold                                                                                                   | 59    |       |
| 16. Dezember | Michael Eiselin  | deutscher Theologe, Jesuit, Professor in Ingolstadt und Dillingen                                                       |       |       |
| 17. Dezember | Duncan Liddel    | schottischer Astronom und Mediziner                                                                                     |       |       |

## Datum unbekannt
| Tag | Name                              | Beruf, bekannt als                                                                                            | Alter | Beleg |
| --- | --------------------------------- | --- | ----- | ----- |
|     | Mateo Alemán                      | spanischer Autor                                                                                              |       |       |
|     | Mathew Baker                      | englischer Mathematiker und Schiffbauer                                                                       |       |       |
|     | Lüder von Bentheim                | Bremer Steinhändler und Architekt der Weserrenaissance                                                        |       |       |
|     | Henry Constable                   | englischer Dichter                                                                                            |       |       |
|     | Sebastián de Covarrubias y Orozco | spanischer Kleriker, Emblematiker, Lexikograf, Romanist und Hispanist                                         |       |       |
|     | Marcin Czechowic                  | Vertreter des polnischen Unitarismus                                                                          |       |       |
|     | Johann Christoph I. von Degenfeld | Ortsherr von Ehrstädt und Eulenhof, Schlossherr auf Schloss Neuhaus und Mitherr in Hohen-Eybach und zu Dürnau |       |       |
|     | Ivan II. Drašković von Trakošćan  | General der Reiterei, Ban von Kroatien                                                                        |       |       |
|     | Taddeo Duno                       | Schweizer Arzt und Wissenschaftler                                                                            |       |       |
|     | Tönnies Evers der Jüngere         | Lübecker Bildschnitzer der Spätrenaissance                                                                    |       |       |
|     | Guillaume Feugueray               | französischer evangelischer Theologe                                                                          |       |       |
|     | Petrus Frobesius                  | deutscher Jurist und Hochschullehrer                                                                          |       |       |
|     | David Gans                        | jüdischer Historiker, Astronom und Geograph                                                                   |       |       |
|     | Heinrich Kerkring                 | Ratsherr der Hansestadt Lübeck                                                                                |       |       |
|     | Conrad Khunrath                   | deutscher Alchemist                                                                                           |       |       |
|     | Philipp Menzel                    | deutscher Arzt, Dichter und Botaniker                                                                         |       |       |
|     | Johann Mühlmann                   | deutscher evangelischer Kirchenlieddichter                                                                    |       |       |
|     | August Nörmiger                   | deutscher Komponist                                                                                           |       |       |
|     | Henricus Requisens                | Franziskaner, Heiliger                                                                                        |       |       |
|     | Diego de Soria                    | Prior in Mexiko und Bischof auf den Philippinen                                                               |       |       |
|     | Ikeda Terumasa                    | japanischer Daimyo                                                                                            |       |       |
|     | Paulus van Vianen                 | niederländischer Goldschmied und Medailleur                                                                   |       |       |